# Valeriu Calancea
Valeriu Calancea (Chisináu, URSS, 18 de noviembre de 1980) es un deportista rumano que compitió en halterofilia.
Ganó dos medallas en el Campeonato Mundial de Halterofilia, oro en 2003 y bronce en 2010, y dos medallas en el Campeonato Europeo de Halterofilia, oro en 2007 y plata en 2005.

## Palmarés internacional
| Campeonato Mundial | Campeonato Mundial    | Campeonato Mundial | Campeonato Mundial |
| Año                | Lugar                 | Medalla            | Categoría          |
| ------------------ | --------------------- | ------------------ | ------------------ |
| 2003               | Vancouver (Canadá)    | Medalla de oro     | 85 kg              |
| 2010               | Antalya (Turquía)     | Medalla de bronce  | 94 kg              |
| Campeonato Europeo |                       |                    |                    |
| Año                | Lugar                 | Medalla            | Categoría          |
| 2005               | Sofía (Bulgaria)      | Medalla de plata   | 85 kg              |
| 2007               | Estrasburgo (Francia) | Medalla de oro     | 85 kg              |